# John Tobias
John Tobias (ur. 24 sierpnia 1969 w Chicago) – amerykański scenarzysta filmowy i telewizyjny, grafik.
Napisał scenariusz m.in. do takich produkcji jak Mortal Kombat czy Mortal Kombat 2: Unicestwienie.